# Burmadactylus grimaldii
Burmadactylus grimaldii  (лат.) — вымерший вид короткоусых прямокрылых насекомых из семейства Tridactylidae. Обнаружены в меловом бирманском янтаре. Мьянма: Katchin, Tanai Village (on Ledo Rd. 105 км NW Myitkyna). Первый представитель подсемейства Dentridactylinae Günther, 1979 из мезозойской эры. Длина тела 3,77 мм. Усики нитевидные, состоят из 10 члеников. Голова гипогнатическая, наличник субквадратный. Вид назван в честь крупного американского палеонтолога и энтомолога Дэвида Гримальди.